# 1920 na música

## Nascimentos
| Data           | Nome             | Profissão                    | Nacionalidade  | Observações | Ref |
| -------------- | ---------------- | ---------------------------- | -------------- | ----------- | --- |
| 5 de janeiro   | Carmem Costa     | cantora e compositora        | Brasil         | m. 2007     |     |
| 14 de março    | Yara Bernette    | pianista                     | Brasil         | m. 2002     |     |
| 16 de Julho    | Elizeth Cardoso  | cantora                      | Brasil         | m. 1990     |     |
| 23 de Julho    | Amália Rodrigues | fadista                      | Portugal       | m. 1999     |     |
| 29 de julho    | Anisio Silva     | cantor e compositor          | Brasil         | m. 1989     |     |
| 29 de agosto   | Charlie Parker   | saxofonista                  | Estados Unidos | m. 1955     |     |
| 6 de setembro  | Elvira Pagã      | cantora, atriz e compositora | Brasil         | m. 2003     |     |
| 9 de outubro   | Mario Zan        | músico                       | Itália/ Brasil | m. 2006     |     |
| 31 de dezembro | Rex Allen        | ator, cantor e compositor    | Estados Unidos | m. 1999     |     |

10 de dezembro Clarice Lispector

## Mortes
| Data          | Nome               | Profissão  | Nacionalidade | Observações | Ref |
| ------------- | ------------------ | ---------- | ------------- | ----------- | --- |
| 16 de Outubro | Alberto Nepomuceno | compositor | Brasil        | n. 1864     |     |
| 20 de Outubro | Max Bruch          | compositor | Alemanha      | n. 1838     |     |